# Definice života
Definovat život je výzvou pro mnoho filosofů biologie. Částečně proto, že život je obecně přijímaný spíše jako proces, nežli látka nebo konkrétní objekt — buňky i atomy v těle se stále vyměňují a život se neustále adaptuje a mění své prostředí. Cílem jednotlivých definicí je sjednotit představu o životě obecně, včetně života mimo Zemi. Často otázka ale souvisí i s pojmem vědomí a výjimečně se využívá i v bioetických otázkách potratu nebo životu v kómatu.

## Historie diskuse
Prvním pokusem o definici života byl Aristotelův řád živých věcí, v němž poprvé rozdělil život na jednotlivé řády, čímž je také oddělil od neživých objektů. V antickém Řecku byl však docela častým i pohled na živé organismy jako na pouhé látky řídící se svými pudy jako je padající kámen řízen gravitací.
Křesťanství rozšířilo židovský pohled na zvířata i přírodu obecně, jako na člověku podřízené, nevědomé věci, které byly Bohem uloženy člověku do péče skrze Adama v zahradě Eden.
Renesance si antický i křesťanský pohled částečně přivlastnila v podobě karteziánství, které pohlíželo na zvířata jako zvířata-stroje, což se značně odrazilo i do novodobé etiky zacházení se zvířaty.
Debata se rozvinula zejména s obecným rozšířením teorie přírodního výběru a na konci 19. století s rozvojem fundamentalismu.
Od padesátých let ještě nabyl na síle ateistický materialismus, který často zpochybňuje vědomí nebo jedinečnost života poukazováním na to, že se skládá ze stejných látek, řídí se stejnými přírodními zákony a prochází stejnými procesy jako zbytek světa.

## Biologické definice
Biologické definice se většinou snaží popsat jednotlivé znaky, které sdílí všechny organismy na Zemi, které se dnes považují za živé:
1. Homeostáze: regulace vnitřního stálého stavu, například teploty, tlaku nebo kyselosti.
2. Organizovanost: živé systémy mají synchronizované chody, jsou často symetrické a vzájemné si vyměňují látky nebo signály
3. Metabolismus: transformace energie a stavba nových buněk (složitých sloučenin) z okolních chemických látek (anabolismus) a rozkládají organické látky na jednodušší (katabolismus). Živé systémy potřebují energii k udržování jednotlivých hladin homeostáze „proti tendenci entropie“.
4. Růst: udržování vyšší míry anabolismu, než katabolismu – fyzické zvětšování „kontrolovaného“ prostoru.
5. Adaptace: schopnost vyvíjet se, procházet evolucí (vyvíjet nové znaky umožňující lépe se udržovat)
6. Dráždivost: schopnost odpovídat na podněty: může mít mnoho úrovní od chemických reakcí u jednobuněčných organismů po komplexní řetězové reakce mnohobuněčných organismů.
7. Rozmnožování: schopnost uchovávat informaci o stavbě těla do budoucnosti

### Alternativní definice
Ze vzdálenější perspektivy představují živé systémy termodynamické disipační struktury, které procházejí procesem třídění z hlediska stability.
Klíč evoluce si vzalo za svůj mnoho definic života. Některé tak definují život jako sebe-replikující se systém, Stuart Kauffman například pohlíží na život jako na systém mnoha-úrovňových agentů, kteří hrají ve prospěch stále větších jevů, čímž finálně plní úkol entropie. Za tímto pojetím stáli například i fyzikové jako John Bernal nebo Erwin Schrödinger.

## Teorie stabilních systémů

### Biologie komplexních systémů
Biologie komplexních systémů (CSB) je nauka o emergencích a vzniku komplexitě v živých organismech z pohledu teorie dynamických systémů. S tím také souvisí dva pohledy nazvané relational biology (biologie spojení) popisující vzájemné role jednotlivých organismů v přírodě (a například výhody a nevýhody symbiózy nebo kompetice) a categorical biology (kategorická biologie) zkoumající signální cesty, funkční organizaci života, komplexní metabolické a genetické mechanismy a jejich spojitost.

### Darwinovská dynamika
Darwinovská dynamika byla navržena jako teorie vzniku fundamentálních živých mechanizmů. Zastánci Darwinovské dynamiky tvrdí, že procesy disipace sice vznik živých struktur umožňují, ale jsou příliš vzdálené našemu pojmu o životě, než aby reálně stály za jejich vznikem. Darwinovská dynamika bývá někdy nazývána universálním darwinismem a aplikuje poznatky přirozeného výběru na základní chemické zákonitosti umožňující vznik života. Pro definici života nemá univerzální darwinismus jednoznačnou odpověď, ale její základní pojetí života spočívá v dynamickém hromadění stabilních struktur.

### Teorie operátorů
Teorie operátorů, Operator theory systematicky definuje život takto: „život je obecný pojem pro výskyt specifických uzavření; typická uzavření jsou membrány autokatalytických buněk“. Názory jejích zastánců jsou také jedním z důležitých hlasů v debatě o životě u virů.

## Kontroverzní systémy

### Viry

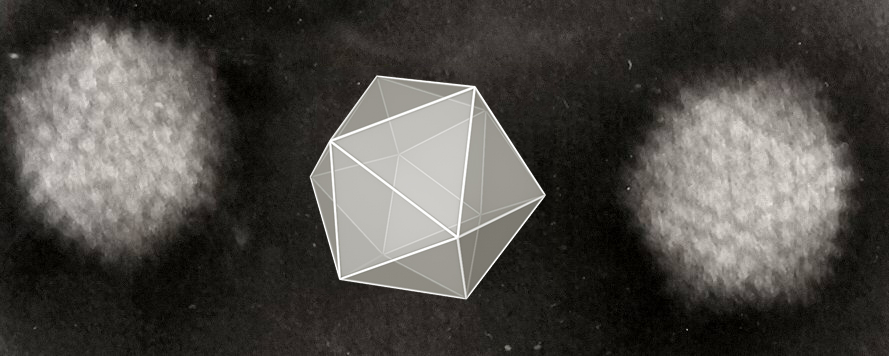
Adenovirus s dvacetistěnem

Viry většinou nejsou považovány za formu života, nýbrž jako „replikátoři“, kteří balancují „na hraně života“ protože se rozmnožují, nicméně neudržují si vnitřní podmínky, nejsou soběstační (a to zejména pro replikaci). Studium virů může v budoucnu potvrdit teorii o vzniku života seskupováním organických molekul.

### Biosféra
Myšlenka, že Země je živý organismus, je ve filozofii i náboženství velmi stará, ale první vědecké diskuse se dočkala až díky skotskému geologovi Jamesu Huttonovi. Roku 1785 prohlásil, že Země je jeden velký superorganismus a proto by se měla zkoumat její fyziologie a evoluce samostatně. Hutton je považován za otce moderní geologie, ale jeho myšlenka byla po dlouhou dobu pod tlakem redukcionismu zapomenuta, než ji znovuobjevil polovině 20. století James Lovelock, když navrhl teorii Gaia, podle které je biosféra na Zemi systém procházející evolucí a udržující se jednotlivé hladiny nutné pro svou existenci (homeostázu). Nicméně i bez Lovelockovy teorie je jasné, že žádný organismus na Zemi není stoprocentně soběstačný, už jenom z toho důvodu, že většina živých organismů je v jistém ekologickém vztahu s jiným a nemůže existovat sama o sobě.